# Elassodiscus obscurus
Elassodiscus obscurus és una espècie de peix pertanyent a la família dels lipàrids.

## Descripció
- Fa 28,6 cm de llargària màxima.
- Nombre de vèrtebres: 72-80.[5][6]

## Hàbitat
És un peix marí i batidemersal que viu entre 161 i 1.773 m de fondària (normalment, entre 600 i 1.290).

## Distribució geogràfica
Es troba al mar d'Okhotsk, el nord de les illes Kurils i el sud-est de Kamtxatka.

## Observacions
És inofensiu per als humans.